# Ось прийде серпень
«Ось прийде серпень» — радянський телефільм 1984 року, знятий режисером Гюльбанізом Азімзаде на кіностудії «Азербайджанфільм».

## Сюжет
Телефільм розповідає про період формування характеру підлітків.

## У ролях
- Натіг Абдуллаєв — Аріф
- Шахмар Алекперов — Джумшуд
- Валерій Рижаков — дядько Женя
- Дадаш Казімов — Агакарім
- Шукюфа Юсупова — Фірюза
- Аян Міркасимова — Наїля
- Мубін Ахундов — Мухтар
- Теймур Керімов — Шамсі
- Гамлет Хані-заде — Надір, батько
- Рафік Алієв — Ахмед
- Хазрі Рагімов — Аріф в дитинстві
- Ельміра Шабанова — епізод
- Кяміль Магерамов — торгаш
- Р. Касумов — епізод
- Юсіф Алізаде — кермовий сейнера
- Садих Гусейнов — епізод
- І. Расулова — квіткарка
- Назакет Гусейнова — квіткарка
- Софа Басірзаде — квіткарка
- А. Алієв — епізод

## Знімальна група
- Режисер — Гюльбаніз Азімзаде
- Сценарист — Асім Джалілов
- Оператор — Валерій Керімов
- Композитор — Акшин Алі-заде
- Художник — Рафіс Ісмайлов